# ラード (ミサイル)
ラード（Ra'ad）またはハトフ8（Hatf VIII）は、パキスタンの空中発射巡航ミサイル。パキスタン空軍と民間のNESCOMの共同プロジェクトにより開発された。
マーク1はステルス性を備え、通常弾頭のほか核弾頭を搭載可能。射程は350kmで、敵司令部やレーダー、軍艦など高価値目標への精密攻撃に使用される。

## 来歴
2007年8月25日、パキスタン軍は最初の発射実験を実施、成功したと発表した。
2008年5月8日と2011年4月29日には、パキスタン空軍のダッソーミラージュIII戦闘機から試験発射された。2016年1月19日までに7回の飛行試験が実施されている。
2017年のパキスタン軍のパレードで、射程が600kmに延伸された最新型であるマークⅡが公開された。